# Amber Lee Ettinger
Pour les articles homonymes, voir Ettinger.
Amber Lee Ettinger, née le 2 octobre 1982 à Hazleton,, en Pennsylvanie, est un mannequin, une actrice et une célébrité internet américaine. Ancienne New York, elle est connue sous le surnom Obama Girl, en tant que supportrice de Barack Obama lors l'élection présidentielle américaine de 2008, avec la vidéo virale intitulée Crush on Obama (en). Elle y exprime son admiration pour celui qui est alors sénateur et candidat à la présidence.

## Biographie
Née à Hazleton en Pennsylvanie,, Amber Lee Ettinger a des origines allemande, italienne, suédoise et irlandaise. Elle s'installe à New York pour étudier le dessin de mode au Fashion Institute of Technology, en ayant pour but de créer sa propre ligne de vêtements,. Elle est élue Miss New York 2003.

## Vidéos virales

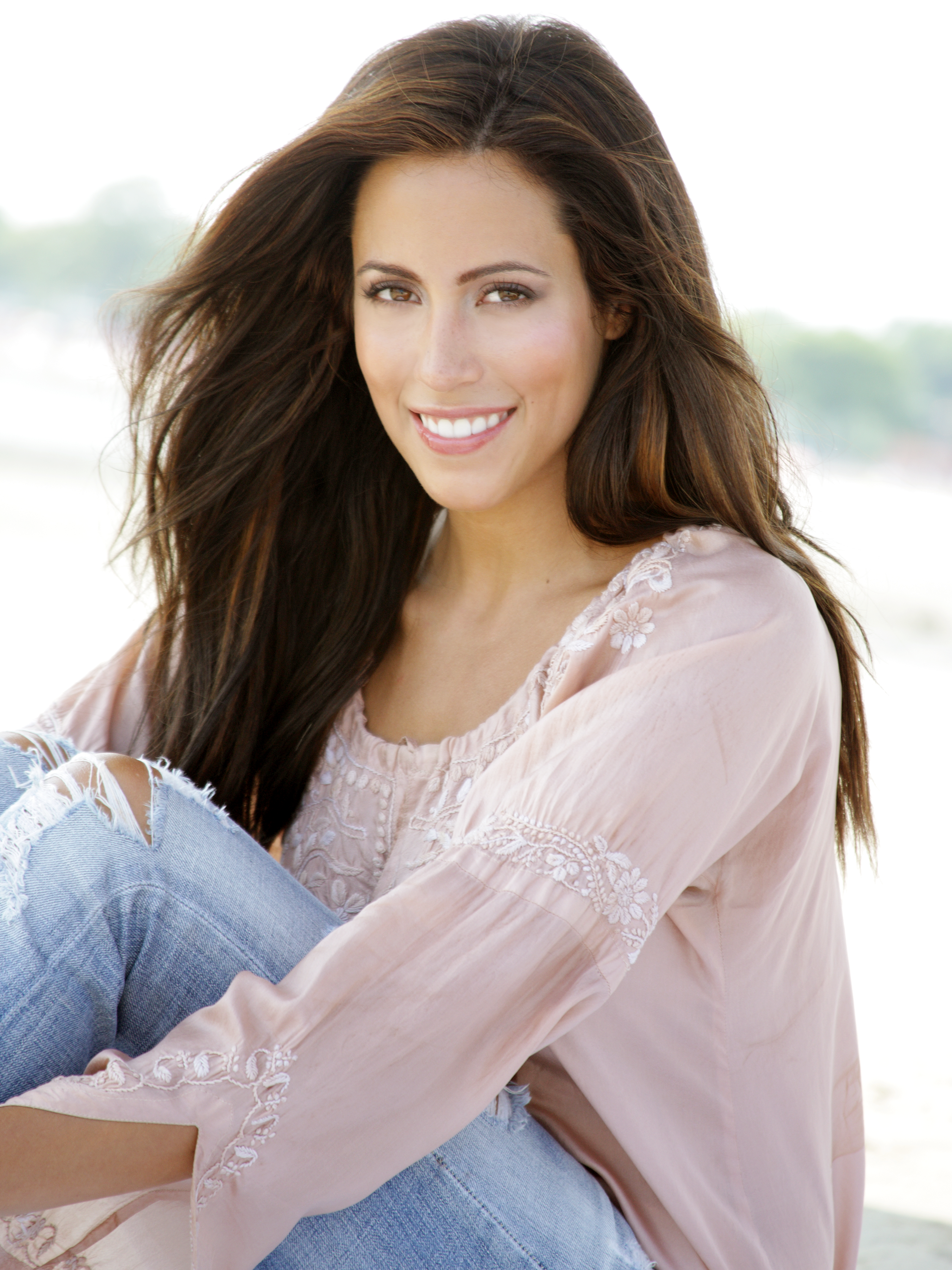
Amber Lee Ettinger en 2011

Amber Lee Ettinger apparaît dans la vidéo virale Crush on Obama (en) qui fut postée par la chaîne Barely Political (en) sur YouTube en juin 2007. Plus tard, elle apparaît dans une nouvelle vidéo intitulée Hillary! Stop the attacks! Love, Obama Girl, publiée le 25 mars 2008.
Le 7 mai 2008, Barely Political poste une vidéo sur YouTube avec Obama Girl et l'ancien candidat aux élections présidentielles du Parti libertarien et démocrate Mike Gravel intitulée Mike Gravel Lobbies for the Obama Girl Vote. Sur cette vidéo, Gravel essaie de persuader Amber Lee Ettinger de ne plus supporter Obama mais lui-même. Sa réponse est proche de la fin de la vidéo : « I'll think about it » (je vais y penser).
Fin septembre 2008, Amber Lee Ettinger fait une vidéo sur Youtube avec le candidat indépendant Ralph Nader dans laquelle il explique qu'il devrait être présent dans les débats. La vidéo est une fausse sitcom et est titrée The Obama Girl and Ralph Nader Show. L'ancien gouverneur du Minnesota Jesse Ventura y apparaît également et la vidéo montre ce qui se passerait si Obama Girl et Ralph Nader partageaient un bureau.
En janvier 2010, Amber Lee Ettinger exprime sa déception à propos de l'administration Obama sur Fox News.

## Autres projets
Au-delà de sa carrière chez Barely Political et dans le mannequinat, Amber se lance dans une carrière musicale fin 2008. Tout en restant fidèle à ses racines[Quoi ?], son premier album, Queen of the Web, n'est disponible que sur Internet.[réf. nécessaire]